# Benvenuti in Italy
Benvenuti in Italy è un singolo del rapper italiano Rocco Hunt, pubblicato il 17 maggio 2019 come terzo estratto dal quarto album in studio Libertà.

## Descrizione
Il singolo, prodotto da Mace e Zizzed, è stato realizzato per gli Europei di calcio Under-21 2019.

## Tracce
1. Benvenuti in Italy – 3:18